# Stabheizung

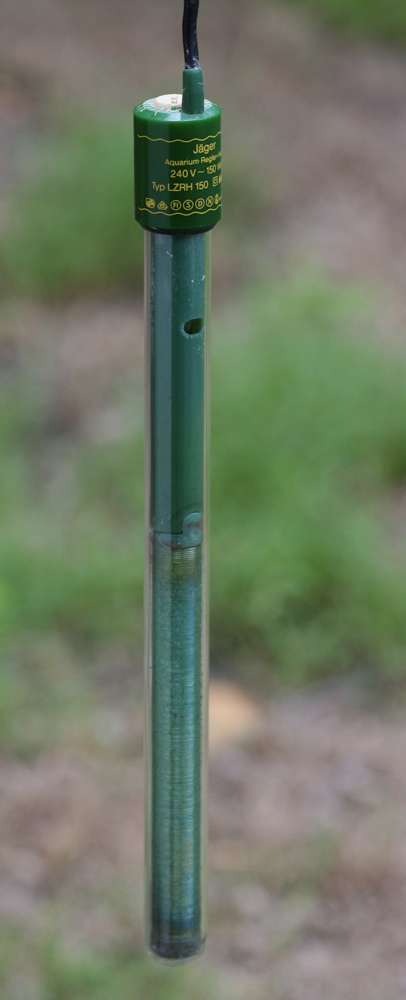
Stabheizung für Aquarien

Eine Stabheizung ist die am häufigsten benutzte Form von Heizelementen für Zierfischaquarien. Stabheizungen sind meist zylinderförmige Glasröhren, die einen oder mehrere Heizdrähte enthalten. Ihr Zweck ist es, je nach Fischart im Aquarium, die Beckentemperatur auf einem für die Bewohner artgerechten und angenehmen Level zu halten (häufig zwischen 24 °C und 26 °C).

## Installation im Becken
Stabheizungen werden häufig in einer der hinteren Ecken innerhalb des Beckens mittels Gummisaugnäpfen angebracht und von vielen Aquarianern, der Optik wegen, hinter Pflanzen verborgen. Sinnvoll hierbei ist es, die Heizung von der Filter- und/oder Pumpenanlage des Beckens umspülen zu lassen, um so eine gleichmäßige Erwärmung des Beckens zu gewährleisten.

## Technik
Stabheizungen gibt es in unterschiedlichen Größen und Leistungsstufen für unterschiedliche Beckengrößen. Hierbei sind das Beckenvolumen in Litern und die Leistung der Heizung in Watt zu beachten. Als Formel gilt hierbei im Allgemeinen:
ca. 3 – 6 Watt je 10 Liter
Neuere Modelle der Stabheizung lassen sich mittlerweile bequem von Hand mittels eines Temperaturreglers präzise auf eine Temperatur einstellen. Sie beheizen das Becken, bis die gewünschte Temperatur erreicht ist, und schalten sich selbstständig aus und nach Bedarf auch wieder ein. Bei Temperaturregelungen unterscheidet man zwischen Elektronischer- und Bimetall-Regelung. Neuere Modelle sind zudem mit einem Überhitzungsschutz ausgerüstet, welcher das Durchbrennen der Heizung, zum Beispiel bei einem Wasserwechsel, verhindern soll. Optisch zeigen Stabheizungen häufig durch eine leuchtende LED ihre Heiztätigkeit an.

## Vor- und Nachteile
Stabheizungen sind im Gegensatz zu Filter- und Bodenheizungen auch für Anfänger leicht und schnell im Becken zu installieren und gegebenenfalls auszutauschen. Zudem sind sie zumeist kostengünstiger als andere Heizanlagen. Zu den Nachteilen zählen unter anderem die teilweise ungleichmäßige Erwärmung des Beckens (Dies kann, wie oben erwähnt, durch ein Umspülen der Heizung mit Hilfe der Pump- und Filteranlage verhindert werden.) und die optische Verunstaltung des Beckens durch die Heizung selbst.

## Alternativen
- Eine Bodenheizung wird am Glasboden angebracht und wärmt so von unten. Vorteil ist, eine ständige Wasserdurchströmung des Bodengrundes, die einer eventuellen Fäulnis entgegenwirkt. Auch werden die Wurzeln der Pflanzen optimal gewärmt, sehr guter Wuchs ist die Folge. Nachteil jedoch ist die starke Pufferung der Heizkraft. Das Wasser wird also schlechter erwärmt.
- Der Thermofilter ist ein Außenfilter mit im Gehäuse integriertem Heizelement. Die Steuerung erfolgt über einen im Aquarium eingebrachten Temperaturfühler und einer externen Steuereinheit. An dieser wird die gewünschte Temperatur voreingestellt, auch die Temperaturkontrolle erfolgt über die Steuerung mittels Digitaldisplay. Vorteile dieses Systems sind die bequeme Handhabung und die durch die Filterströmung gewährleistete gleichmäßige Wärmeverteilung im Becken. Auch entfällt, von der Messsonde abgesehen, das Anbringen von optisch beeinträchtigenden Bauteilen im Aquarium. Als Nachteil können die relativ hohen Anschaffungskosten des Thermofilters sowie der Ausfall der Beheizung bei Stillstand des Filters genannt werden.